# Marie Barbey-Chappuis

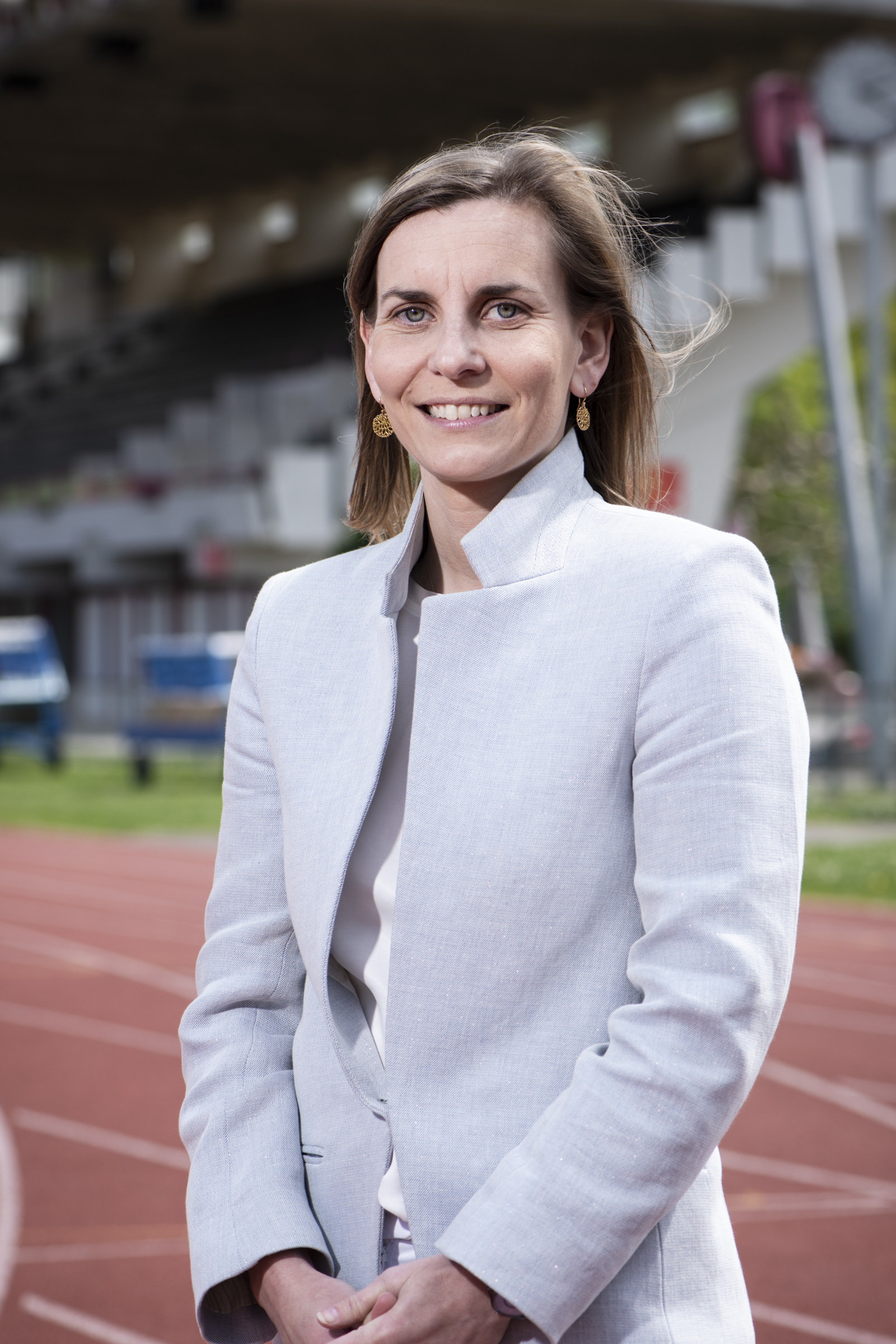
Marie Barbey-Chappuis (April 2022)

Marie Barbey-Chappuis (* 14. Mai 1981 in Genf) ist eine Schweizer Politikerin (Die Mitte).
Barbey-Chappuis war von 2007 bis 2020 Stadträtin von Genf (französisch Conseillère municipale). Sie wurde im Jahr 2020 in die Genfer Stadtregierung (Conseil administratif) gewählt, in der sie dem Departement für Sicherheit und Sport (Département de la sécurité et des sports) vorsteht. Vom 1. Juni 2021 bis 31. Mai 2022 hatte Barbey-Chappuis das Amt der Vizepräsidentin der Stadt Genf inne. Vom 1. Juni 2022 bis 31. Mai 2023 war sie Stadtpräsidentin von Genf.